# Maria (película de 2024)
Maria es una película biográfica de 2024 sobre la vida de la cantante de ópera Maria Callas. Se trata de un largometraje de drama psicológico dirigido por Pablo Larraín, escrito por Steven Knight y producido por Fremantle. La película está protagonizada por Angelina Jolie interpretando a Callas, Valeria Golino interpretando a su hermana Yakinthi y Haluk Bilginer como Aristóteles Onassis. Es el tercer y final filme de la trilogía de Larraín acerca de "mujeres icónicas" del siglo XX, sucediendo a Jackie (2016) y a Spencer (2021).La película se estrenó en el 81º Festival Internacional de Cine de Venecia, donde compitió por el León de Oro. Será distribuida por la plataforma Netflix.

## Sinopsis
Maria Callas es la cantante de ópera más importante del mundo en los años 60. Sus últimos años, los cuales pasará en París, recogerán los restos de una tumultuosa, bella y a la vez trágica vida.

## Reparto
- Angelina Jolie como María Callas
  - Aggelina Papadopoulou como Maria Callas de joven
- Pierfrancesco Favino como Ferruccio Mezzadri
- Alba Rohrwacher como Bruna Lupoli
- Haluk Bilginer como Aristóteles Onassis
- Kodi Smit-McPhee como Mandrax
- Valeria Golino como Yakinthi Callas
  - Erofili Panagiotarea como Yakinthi Callas de joven
- Stephen Ashfield	como Jeffrey Tate
- Caspar Phillipson como John F. Kennedy
- Lydia Koniordou como Evangelía "Litsa" Callas
- Alessandro Bressanello como Giovanni Battista Meneghini

## Producción

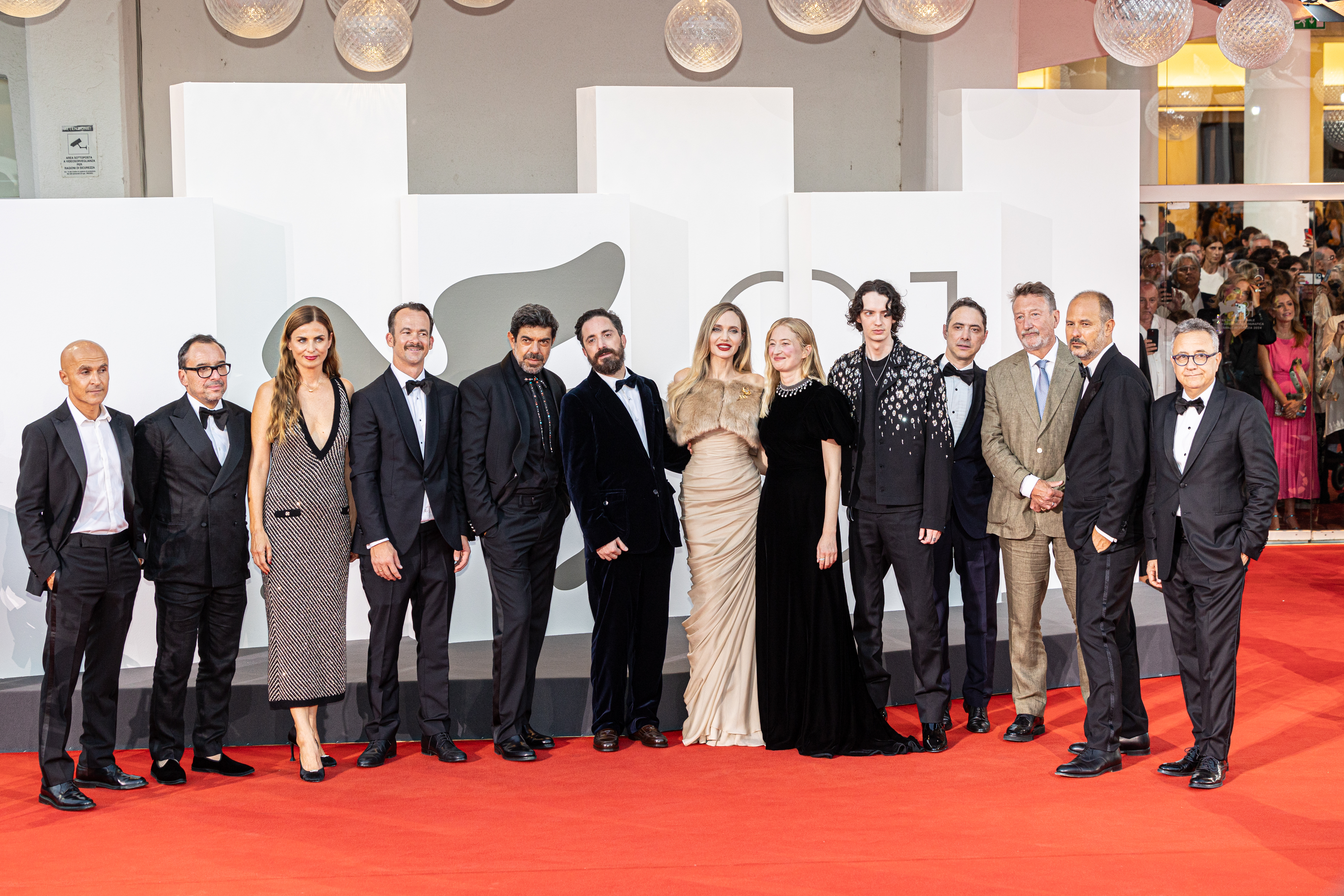
El elenco de Maria en el 81° Festival Internacional de Cine de Venecia.

Pablo Larraín firmó el contrato para dirigir la película, trabajando a partir de un guion escrito por Steven Knight. Maria está producida por Juan de Dios Larraín, hermano del director, para Fabula; por Lorenzo Mieli para The Apartment Pictures, una compañía de Fremantle; y por Jonas Dornbach, para Komplizen Film. Angelina Jolie se unió al proyecto para el papel protagonista en octubre de 2022.
El rodaje comenzó en Budapest en octubre de 2023, además de contar con otros lugares de grabación, entre las que se incluyen París, Grecia y Milán. Parte de la cinta fue grabada en el Teatro de La Scala de Milán. Previamente, el diseñador de producción Guy Hendrix Dyas trabajó con Larraín en el concepto visual de la película, tratando de fusionar los estilos de los años 40 al 70 con las secuencias musicales surrealistas. 
De acuerdo a los productores del largometraje, no se consiguieron prendas de ropa con pieles nuevas de animales, basadas en la ropa original de Callas, y se consultó a grupos de derechos de animales como PETA acerca de vestimentas antiguas empleadas en la cinta procedentes de la colección de archivo del diseñador de vestuario Massimo Cantini Parrini.
Para prepararse el papel, Jolie pasó siete meses entrenándose para cantar ópera.

## Premios y nominaciones
| Año  | Premio/Festival             | Categoría   | Resultado | Ref.   |
| ---- | --------------------------- | ----------- | --------- | ------ |
| 2024 | Festival de Cine de Venecia | León de Oro | Nominado  | [ 10 ] |